# Наземные черепахи
Наземные черепахи (лат. Testudinoidea) — самая большая группа черепах по количеству видов. Помимо семейств, включающих по 1—2 вида, сюда входят семейство сухопутных черепах (37 видов), а также два наиболее обширных семейства пресноводных черепах (85 видов).
Распространены по всему жаркому и умеренному поясу (кроме Австралии). В степной полосе России и на Кавказе обитают болотные черепахи.

## Классификация
В надсемейство включают следующие семейства:
- Азиатские пресноводные черепахи (Geoemydidae)
- Американские пресноводные черепахи (Emydidae)
- Большеголовые черепахи (Platysternidae)
- Сухопутные черепахи (Testudinidae)

Вымершая безранговая клада:
- †Panemydidae[3]